# Gerald Vanenburg
Gerald Mervin Vanenburg (Utrecht, 5 marzo 1964) è un allenatore di calcio ed ex calciatore olandese.

## Biografia
Ala destra vecchio stampo e campione d'Europa con la Nazionale di calcio dei Paesi Bassi nel 1988, trascorse la maggior parte della sua attività agonistica con il PSV Eindhoven soprattutto per la clausola rescissoria del contratto, che si era impennata dopo la vittoria dell'Europeo nel 1988.
Si riciclò col passare degli anni in libero, trascorrendo le ultime stagioni della sua carriera nel Monaco 1860. Nel suo periodo di attività vestì anche le maglie di Ajax, Júbilo Iwata e Cannes.
Come allenatore ha guidato da aprile a giugno 2004 il Monaco 1860, dal 2006 al 2007 l'Helmond Sport e nel 2008 il FC Eindhoven.

## Palmarès

### Giocatore

#### Club

##### Competizioni nazionali
- Campionato olandese: 8

Ajax: 1981-1982, 1982-1983, 1984-1985
PSV: 1986-1987, 1987-1988, 1988-1989, 1990-1991, 1991-1992
- Coppa dei Paesi Bassi: 5

Ajax: 1982-1983, 1985-1986
PSV: 1987-1988, 1988-1989, 1989-1990
- Supercoppa dei Paesi Bassi: 1

PSV: 1992

##### Competizioni internazionali
- Coppa dei Campioni: 1

PSV: 1987-1988

#### Nazionale
- Campionato d'Europa: 1

Germania Ovest 1988

#### Individuale
- Golden Shoe: 2

1988, 1989